# Serie B 1967/1968
Soutěžní ročník Serie B 1967/1968 byl 36. ročník druhé nejvyšší italské fotbalové ligy. Konal se od 10. září 1967 do 21. června 1968. 
Nejlepší střelec byl italský Lucio Mujesan (Bari), který vstřelil 19 branek.

## Události
Z 1. ligy sestoupilo Lazio, Foggia, Lecco a Benátky. Naopak postup ze 3. ligy slavilo po 19 letech Perugia, po 2 letech se vrátilo Bari a po roce Monza.
Tato přechodná sezona, kvůli reorganizaci Serie A, vedla pro tuto sezónu k jednadvaceti týmy. Skončil úspěchem Palerma a překvapivě i  Pisy, které tak postoupilo poprvé do nejvyšší soutěže. Posledním postupujícím se stala Verona, která se vrátila po 10 letech.
Do Serie C sestoupila nejprve Potenza a poté Novara. O další dvě sestupující místa se musel hrát dvoukolový miniturnaj. V 1. kole byla nejhorší Messina a ve 2. kole Benátky, která utrpěla druhý sestup v řadě.

## Účastníci
| Klub      | Město           | Stadion                            | Trenér                                                                                         | Minulá sezona                            |
| --------- | --------------- | ---------------------------------- | ---------------------------------------------------------------------------------------------- | ---------------------------------------- |
| Bari      | Bari            | Stadio Giuseppe Moccagatta         | Lauro Toneatto                                                                                 | 1. místo ve skupině C v Serii C (postup) |
| Benátky   | Benátky         | Stadio Pierluigi Penzo             | Armando Segato (1.–21. kolo) Roberto Lerici (22.–37. kolo) Armando Segato                      | 17. místo Serii A (sestup)               |
| Catania   | Catania         | Stadio Cibali                      | Dino Ballacci (1.–10. kolo) Luigi Valsecchi                                                    | 3. místo v Serii B                       |
| Catanzaro | Catanzaro       | Stadio Comunale                    | Luciano Lupi                                                                                   | 3. místo v Serii B                       |
| Foggia    | Foggia          | Stadio Pino Zaccheria              | Luigi Bonizzoni (1.–10. kolo) Luigi Bonizzoni + Serafino Montanari                             | 16. místo Serii A (sestup)               |
| Janov     | Janov           | Stadio Luigi Ferraris              | Livio Fongaro (1.–14. kolo) Aldo Campatelli                                                    | 12. místo Serii B                        |
| Lazio     | Řím             | Stadio Flaminio, Stadio Olimpico   | Renato Gei (1.–24. kolo) Roberto Lovati                                                        | 15. místo Serii A (sestup)               |
| Lecco     | Lecco           | Stadio Mario Rigamonti-Mario Ceppi | Angelo Piccioli + Eraldo Monzeglio (1.–11. kolo) Angelo Piccioli (12.–18. kolo) Angelo Longoni | 17. místo Serii A (sestup)               |
| Livorno   | Livorno         | Stadio Comunale                    | Leandro Remondini                                                                              | 16. místo Serii B                        |
| Messina   | Messina         | Stadio Giovanni Celeste            | Umberto Mannocci                                                                               | 11. místo Serii B                        |
| Modena    | Modena          | Stadio Alberto Braglia             | Lamberto Giorgis (1.–19. kolo) László Székely                                                  | 6. místo Serii B                         |
| Monza     | Monza           | Stadio Gino Alfonso Sada           | Luigi Radice (1.–25. kolo) Bruno Dazzi                                                         | 1. místo ve skupině A v Serii C (postup) |
| Novara    | Novara          | Stadio Comunale                    | Franco Giraudo + Giuseppe Molina (1.–34. kolo) Camillo Achilli                                 | 12. místo Serii B                        |
| Padova    | Padova          | Stadio Silvio Appiani              | Humberto Rosa                                                                                  | 6. místo v Serii B                       |
| Palermo   | Palermo         | Stadio La Favorita                 | Carmelo Di Bella                                                                               | 9. místo Serii B                         |
| Perugia   | Perugia         | Stadio Santa Giuliana              | Guido Mazzetti                                                                                 | 1. místo ve skupině B v Serii C (postup) |
| Pisa      | Pisa            | Stadio Arena Garibaldi             | Renato Lucchi                                                                                  | 12. místo Serii B                        |
| Potenza   | Potenza         | Stadio Alfredo Viviani             | Alfredo Mancinelli (1.–12. kolo) Antonio Pin                                                   | 6. místo v Serii B                       |
| Reggiana  | Reggio Emilia   | Stadio Mirabello                   | Romolo Bizzotto                                                                                | 3. místo v Serii B                       |
| Reggina   | Reggio Calabria | Stadio Comunale                    | Tommaso Maestrelli                                                                             | 9. místo v Serii B                       |
| Verona    | Verona          | Stadio Marcantonio Bentegodi       | Ugo Pozzan + Nils Liedholm                                                                     | 12. místo v Serii B                      |

## Tabulka
| Poř. | Tým              | Z  | V  | R  | P  | VG | OG | B  |
| ---- | ---------------- | -- | -- | -- | -- | -- | -- | -- |
| 1.   | Palermo          | 40 | 18 | 16 | 6  | 40 | 23 | 52 |
| 2.   | Verona           | 40 | 17 | 14 | 9  | 41 | 27 | 48 |
| 3.   | Pisa             | 40 | 17 | 14 | 9  | 48 | 32 | 48 |
| 4.   | Bari             | 40 | 18 | 11 | 11 | 55 | 41 | 47 |
| 5.   | Foggia & Incedit | 40 | 15 | 17 | 8  | 40 | 33 | 47 |
| 6.   | Reggiana         | 40 | 15 | 15 | 10 | 41 | 32 | 45 |
| 7.   | Livorno          | 40 | 16 | 11 | 13 | 34 | 32 | 43 |
| 8.   | Monza            | 40 | 12 | 18 | 10 | 49 | 45 | 42 |
| 9.   | Reggina          | 40 | 13 | 15 | 12 | 45 | 47 | 41 |
| 10.  | Catania          | 40 | 14 | 12 | 14 | 41 | 38 | 40 |
| 11.  | Lazio            | 40 | 10 | 18 | 12 | 27 | 33 | 38 |
| 12.  | Modena           | 40 | 10 | 17 | 13 | 39 | 41 | 37 |
| 13.  | Padova           | 40 | 12 | 13 | 15 | 31 | 33 | 37 |
| 14.  | Catanzaro        | 40 | 9  | 19 | 12 | 26 | 32 | 37 |
| 15.  | Perugia          | 40 | 10 | 16 | 14 | 38 | 45 | 36 |
| 16.  | Lecco            | 40 | 7  | 22 | 11 | 35 | 40 | 36 |
| 17.  | Janov            | 40 | 9  | 18 | 13 | 36 | 31 | 36 |
| 18.  | Benátky          | 40 | 10 | 16 | 14 | 25 | 30 | 36 |
| 19.  | Messina          | 40 | 10 | 16 | 14 | 21 | 37 | 36 |
| 20.  | Novara           | 40 | 8  | 19 | 13 | 31 | 40 | 35 |
| 21.  | Potenza          | 40 | 4  | 15 | 21 | 24 | 55 | 23 |

Poznámky
- Z = Odehrané zápasy; V = Vítězství; R = Remízy; P = Prohry; VG = Vstřelené góly; OG = Obdržené góly; B = Body
- za výhru 2 body, za remízu 1 bod, za prohru 0 bodů.
- kluby Perugia, Lecco, Janov, Benátky a Messina odehráli dvoukolový turnaj o sestup.

|  | Postup do Serie A |
|  | Sestup do Serie C |

### Turnaj o sestup (1. kolo)
| Poř. | Tým     | Z | V | R | P | VG | OG | B |
| ---- | ------- | - | - | - | - | -- | -- | - |
| 1.   | Janov   | 4 | 2 | 1 | 1 | 6  | 2  | 5 |
| 2.   | Benátky | 4 | 2 | 1 | 1 | 5  | 2  | 5 |
| 3.   | Perugia | 4 | 2 | 1 | 1 | 6  | 5  | 5 |
| 4.   | Lecco   | 4 | 2 | 1 | 1 | 3  | 2  | 5 |
| 5.   | Messina | 4 | 0 | 0 | 4 | 0  | 9  | 0 |

|  | Sestup do Serie C |

### Turnaj o sestup (2. kolo)
| Poř. | Tým     | Z | V | R | P | VG | OG | B |
| ---- | ------- | - | - | - | - | -- | -- | - |
| 1.   | Perugia | 3 | 2 | 1 | 0 | 4  | 1  | 5 |
| 2.   | Lecco   | 3 | 1 | 2 | 0 | 3  | 0  | 4 |
| 3.   | Janov   | 3 | 1 | 1 | 1 | 2  | 3  | 3 |
| 4.   | Benátky | 3 | 0 | 0 | 3 | 2  | 7  | 0 |

|  | Sestup do Serie C |

## Střelecká listina
| Pořadí | Jméno               | Klub             | Branky |
| ------ | ------------------- | ---------------- | ------ |
| 1.     | Lucio Mujesan       | Bari             | 19     |
| 2.     | Vincenzo Traspedini | Foggia & Incedit | 17     |
| 3.     | Sergio Pellizzaro   | Catanzaro        | 14     |
| 3.     | Aldo Strada         | Monza            | 14     |
| 3.     | Paolo Morelli       | Padova           | 14     |
| 3.     | Giampaolo Piaceri   | Pisa             | 14     |
| 7.     | Gianni Bui          | Verona           | 14     |
| 7.     | Enzo Ferrari        | Janov            | 13     |
| 7.     | Sandro Joan         | Pisa             | 13     |
| 7.     | Giorgio Azzimonti   | Lecco            | 13     |